# Guiclan
Guiclan is een gemeente in het Franse departement Finistère, in de regio Bretagne. De plaats maakt deel uit van het arrondissement Morlaix. Guiclan telde op 1 januari 2022 2.564 inwoners.

## Geografie
De oppervlakte van Guiclan bedroeg op 1 januari 2022 42,64 vierkante kilometer; de bevolkingsdichtheid was toen 60,1 inwoners per km².

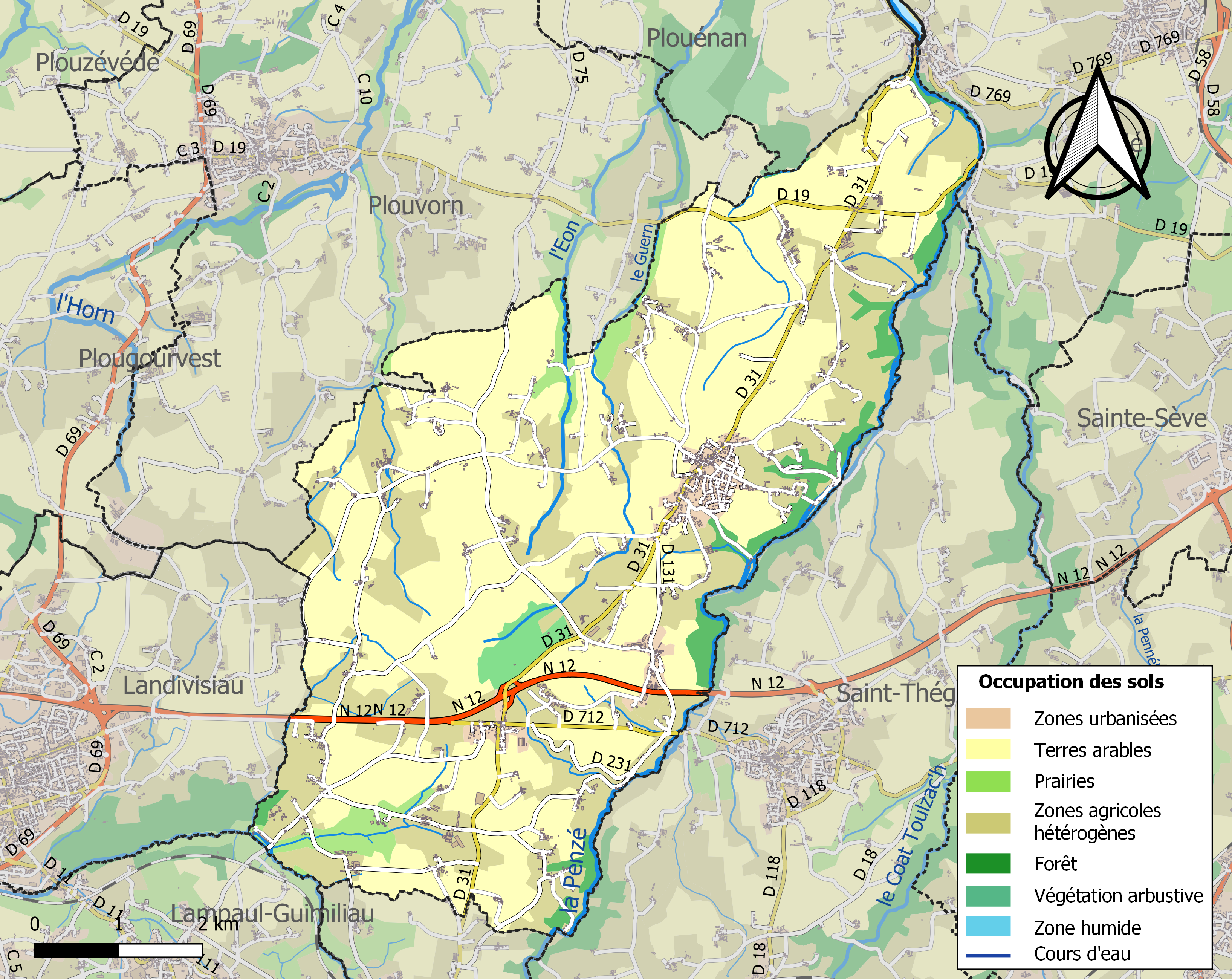
Kaart van de gemeente met belangrijkste infrastructuur, bodemgebruik en omliggende gemeenten

## Demografie
Onderstaande figuur toont het verloop van het inwonertal (bron: INSEE-tellingen).